# Вельможа

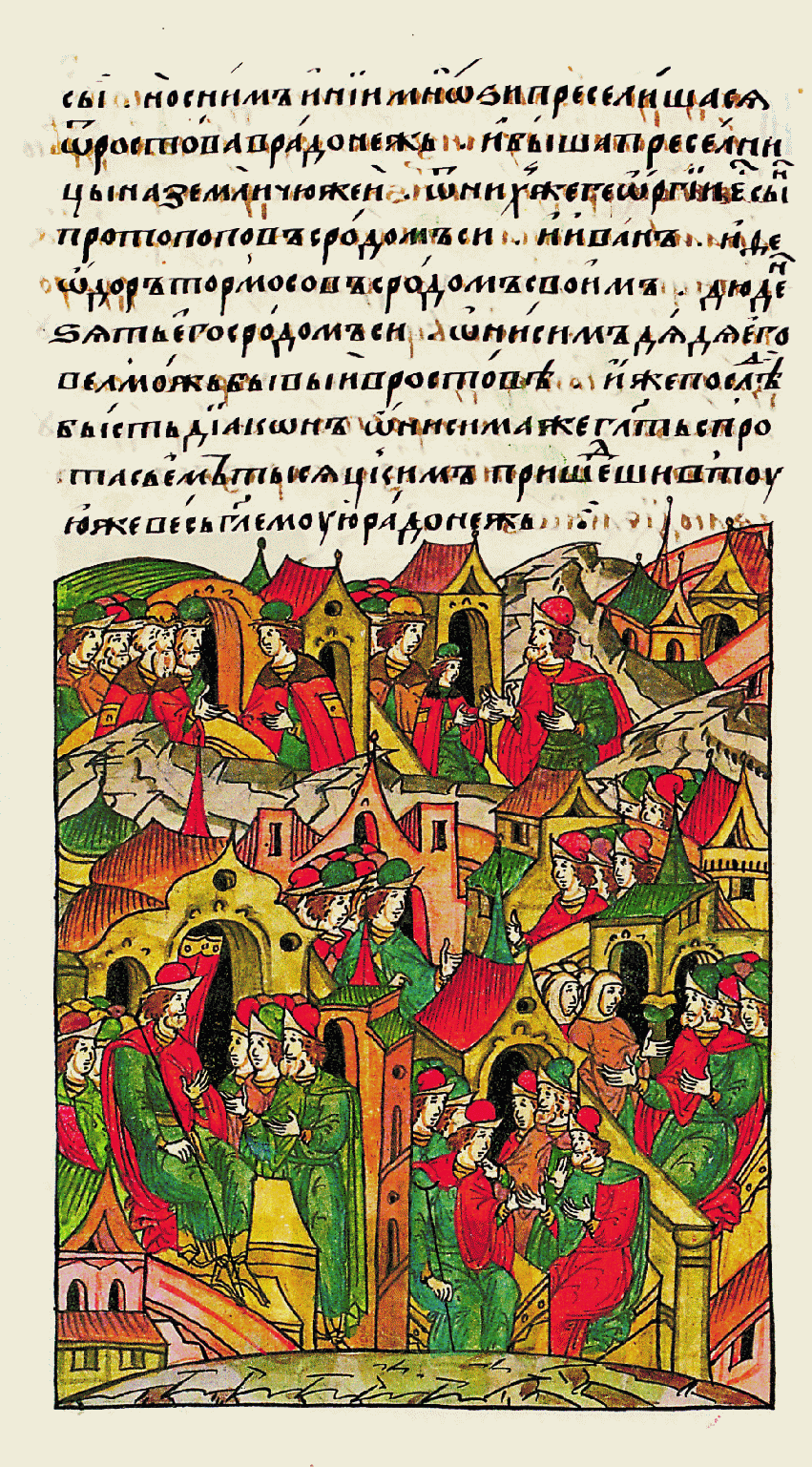

Вельмо́жа (стар. слов.: velь-moža, «велика сила, міць»; «можновладець»; лат. magnifici) — неофіційний шляхетний титул, назва представників панівного класу у Великому князівстві Київському, Королівстві Русі, Великому князівстві Литовському, Руському і Жемантійському та інших державах, які займали друге (разом з боярами), після князів та королів, панівне становище в управлінні країною.
В Україні в Середні віки цей титул мали люди високого стану, аристократія, що займала близьке до монарха місце, обіймала значну військову, придворну чи державну посаду, мала велику вагу в суспільстві.

## Етимологія
Походить термін від старослов'янських слів «велике можу» або «великий муж».
В досліджені «Материали для словаря древнерусского языка по письменным памятникам» І. І. Срезневського сказано, що цей титул складений зі слів «вельми» і «можу», тобто людина, що має велику силу, велику міць, велику владу в державі, людина великого становища.
Також існує старослов'янське слово velьmoza (могущество, міць).
Інші дослідники виводять виникнення цього титулу внаслідок контамінації зі словом mǫžь «муж», що набуло значення «великий муж».
В давньоукраїнських літописах XII—XVI століть згадуються «кращі мужі» (іноді конкретизували: «кращі мужі князя»). Йшлося про близькість до особи князя (короля), приналежність до «тісного кола» його радників і сподвижників, воєвод, бояр й удільних князів.
Це були початки української шляхти, що займала панівне становище у політичному та економічному житті середньовічної України.

## Застосування
Титул вельможа мав неофіційне значення й ніколи не був юридичним терміном.
В давньоукраїнських писемних джерелах вельможі згадуються дуже часто. Вони ставляться в один ряд з боярами, як найближчі соратники монарха: «Бояре і вельможи і вся дружина…». З іншого боку, вони протиставлялись «простим людям».
В давньоукраїнській релігійній літературі й перекладах Святого Письма використовувався церковно-книжковий зворот «вельможа», що є довільним перекладом грецького слова «сильний».
Титул вельможа набуває широкого розповсюдження в Україні, в писемних джерелах, починаючи з XI ст. Стосується він до знатних, шляхетних осіб, державних діячів наближених до князя або короля. Використовується у значені «дуже поважна особа», «можновладець», «владар».
Пізніше, в часи Великого князівства Руського та Козацької держави цей титул трансформувався в Ясновельможний, яким називали князів та гетьманів: «ясновельможний князь» або «ясновельможний пане гетьмане».
В історії середньовічної Боснії 14-15 століття існував титул вельможа (Velmoža) — значний боснійський володар (князь, магнат), якому вдалося розширити свої володіння та вплив до рівня конкуренції з Боснійським правителем.
Термін стосувався регіональних володарів, але також мав неофіційний статус. Попри свою автономію (переважно економічну) боснійські вельможі визнавали центральну королівську владу та підтримували Боснійського монарха у протистоянні зовнішнім супротивникам (Угорщина, Дубровник, Османська імперія). Найвідоміші боснійські вельможі — Хорватиничі, Косачі, Радивоєвичі, Павловичі та Златоносовичі.
Український титул «вельможа» також умовно відповідає римському «optimus» (кращий, достойний), іспанському «Ricohombre», португальському, старо-французькому та галісійському «Rico-homem» — «багата, знатна людина».